# Nathaly Kurata
Nathaly Kurata (* 10. Februar 1993) ist eine ehemalige brasilianische Tennisspielerin.

## Karriere
Kurata spielt hauptsächlich Turniere auf dem ITF Women’s Circuit, bei denen sie vier Einzel- und fünf Doppeltitel gewann.
2018 trat Kurata in drei Begegnungen für die Brasilianische Billie-Jean-King-Cup-Mannschaft an. Von ihren drei Einzeln konnte sie eines gewinnen.

## Turniersiege

### Einzel
| Nr. | Datum            | Turnier             | Kategorie   | Belag     | Finalgegnerin        | Ergebnis  |
| --- | ---------------- | ------------------- | ----------- | --------- | -------------------- | --------- |
| 1.  | 11. Oktober 2014 | Lima                | ITF $10.000 | Sand      | Fernanda Brito       | 6:1, 6:1  |
| 2.  | 9. April 2017    | São José dos Campos | ITF $15.000 | Sand      | Julieta Lara Estable | 7:63, 6:0 |
| 3.  | 30. Juli 2017    | Campos do Jordão    | ITF $15.000 | Hartplatz | Gabriela Cé          | 7:67, 6:4 |
| 4.  | 3. Dezember 2017 | Catanduva           | ITF $15.000 | Sand      | Eduarda Piai         | 6:1, 6:4  |

### Doppel
| Nr. | Datum             | Turnier          | Kategorie   | Belag     | Partnerin       | Finalgegnerinnen                         | Ergebnis         |
| --- | ----------------- | ---------------- | ----------- | --------- | --------------- | ---------------------------------------- | ---------------- |
| 1.  | 30. November 2013 | São Paulo        | ITF $10.000 | Sand      | Eduarda Piai    | Gabriela Cé Lee Pei-chi                  | 6:1, 1:6, [10:8] |
| 2.  | 27. Juli 2014     | Campos do Jordão | ITF $15.000 | Hartplatz | Giovanna Tomita | Carolina M. Alves Ingrid Gamarra Martins | 6:3, 6:2         |
| 3.  | 22. April 2016    | Bauru            | ITF $10.000 | Sand      | Eduarda Piai    | Carolina M. Alves Julieta Lara Estable   | 7:64, 7:5        |
| 4.  | 2. Dezember 2017  | Catanduva        | ITF $15.000 | Sand      | Eduarda Piai    | Melina Ferrero Sofía Luini               | 6:2, 6:3         |
| 5.  | 27. April 2018    | Villa del Dique  | ITF $15.000 | Sand      | Eduarda Piai    | Fernanda Brito Dominique Schaefer        | 6:0, 6:4         |